# Kawasaki Ki-66
Il Kawasaki Ki-66 (川崎 キ66?) fu un bombardiere in picchiata sviluppato dall'azienda aeronautica giapponese Kawasaki Kōkūki Kogyo, divisione aeronautica della Kawasaki Heavy Industries, nei primi anni quaranta e rimasto allo stato di prototipo.

## Storia del progetto
Il Dai-Nippon Teikoku Rikugun Kōkū Hombu, il Servizio aeronautico dell'Esercito imperiale giapponese, rimase impressionato dai successi (seppur esaltati dalla propaganda) ottenuti dalla Luftwaffe con i suoi bombardieri in picchiata Junkers Ju 87 durante le prime fasi della seconda guerra mondiale e quindi richiese, autonomamente da quanto aveva già realizzato il Servizio aeronautico della Marina imperiale (Dai-Nippon Teikoku Kaigun Kōkū Hombu), un bombardiere in picchiata bimotore.
L'incarico venne affidato nel 1941 alla Kawasaki, il cui capo progettista Takeo Doi aveva già una buona esperienza nel campo dei bimotori da combattimento, avendo realizzato il Ki-45 e il Ki-48. In particolare, il progettista per il nuovo velivolo si basò principalmente sul primo dei due, che rispondeva meglio alle caratteristiche richieste e presentava buone prestazioni.

## Impiego operativo
Il primo prototipo venne completato nell'ottobre 1942 e ne seguirono altri 5, l'ultimo dei quali fu completato nell'aprile 1943. Malgrado le soddisfacenti prove di volo, il Ki-66 non venne ordinato in serie, dato che le sue prestazioni non si discostavano di molto da quelle del Ki-48-II (già in produzione) di cui era comunque previsto l'utilizzo anche quale bombardiere in picchiata.
Tentativi per migliorare le prestazioni del Ki-66 furono portati avanti sostituendo i motori Ha-115 con i più potenti Ha-315 da 1 350 CV su uno dei prototipi già completati, dando vita quindi alla versione Ki-66-Ib, ma lo sviluppo venne definitivamente interrotto nell'ottobre 1943. Rimasero così sulla carta le versioni Ki-66-Ic, Ki-66-Id, che avrebbero dovuto montare motori ancora più potenti, e il caccia pesante Ki-66-II.

## Utilizzatori
Giappone
- Dai-Nippon Teikoku Rikugun Kōkū Hombu

## Versioni
- Ki-66-Ia sei prototipi con motori Nakajima Ha-115;
- Ki-66-Ib uno dei prototipi su cui furono montati motori Nakajima Ha-315;
- Ki-66-Ic, Ki-66-Id e Ki-66-II non realizzati.